# دریاچه آیتاسکا
دریاچه آیتاسکا (به انگلیسی: Lake Itasca) دریاچه کوچک یخچالی در قسمت شمالی ایالت مینه‌سوتا در کشور ایالات متحده می‌باشد. عمده شهرت این دریاچه به خاطر سرآب بودن آن برای رود میسیسیپی می‌باشد.
نام این دریاچه در زبان سرخپوستی امشاکوکوزاگایگان بود. هنری اسکولکرافت نام جدید آیتاسکا را برای آن ابداع نمود. آیتاسکا از ترکیب دو کلمه التین وریتاس (حقیقت) و کاپوت (سر) ساخته شده‌است.